# Агаев, Руслан Бахман оглы
Руслан Бахман оглы Агаев (азерб. Ruslan Bəhmən oğlu Ağayev; род. 29 июня 1989, Магдебург, Германия) — азербайджанский телеведущий, журналист и режиссер.

## Биография
Руслан Агаев Бахман оглы родился 1989 году в Германии, в городе Магдебург. Его отец Бахман Агаев военный, а мать Арзу Агаева домохозяйка.
В 2007 году Руслан Агаев окончил Гимназию искусств и в том же году поступил в Азербайджанский государственный университет культуры и искусства.
В 2011 году он окончил университет с красным дипломом.

## Карьера
В 2009—2010 годах работал ведущим на радио «Ирели». В 2011 году был ассистентом режиссёра в фильме «Степняк». 2011 году Руслан Агаев начал работать репортёром на телеканале ATV, в передаче «Онлар». 2012 году работал в проекте «Кимдир Номре 1». Начиная с 2013 года был ведущим проектов «Азербайджанын сеси» и «Азербайджанын сеси — бала». В 2014 году в передаче «Атв магазин онларла» вёл скандальную рубрику «хит-парад». Следующей известной рубрикой Руслана Агаева стало «33 вопроса» со звёздами.

## Работы

### Фильмография
| Год  |   | Название | Роль            |
| ---- | - | -------- | --------------- |
| 2011 | с | Степняк  | Второй режиссёр |

### Музыкальное видео
| Год  | Исполнитель     | Клип       | Режиссёр | Монтаж | Сноски |
| ---- | --------------- | ---------- | -------- | ------ | ------ |
| 2019 | Sevda Yahyayeva | Son Xəbər  | Да       | Нет    | [ 5 ]  |
| 2019 | Алихан Самедов  | Sev Məni   | Да       | Да     |        |
| 2021 | Adil Karaca     | Mənim Anam | Да       | Нет    | [ 6 ]  |
| 2021 | Айгюн Кязимова  | De         | Да       | Да     | [ 7 ]  |

### Телевидение
| Год       | Проект                          | Режиссёр | Монтаж | Ведущий | Редактор |
| --------- | ------------------------------- | -------- | ------ | ------- | -------- |
| 2011      | Onlar                           | Да       | Да     | Нет     | Нет      |
| 2012      | Kimdir Nömrə 1                  | Нет      | Да     | Нет     | Да       |
| 2013      | Azərbaycanın Səsi               | Нет      | Нет    | Да      | Нет      |
| 2014      | Azərbaycanın Səsi - Bala        | Нет      | Нет    | Да      | Нет      |
| 2014-2018 | ATV Maqazin Onlarla - Hit Parad | Нет      | Нет    | Да      | Да       |
| 2019-2021 | ATV Maqazin Onlarla - 33 sual   | Нет      | Нет    | Да      | Да       |

## Награды

### Пресса

#### Qafqaz Media İctimai Birliyi
| Год  | Номинируемая работа | Категория       | Результат |
| ---- | ------------------- | --------------- | --------- |
| 2014 | Руслан Агаев        | Лучший репортёр | Победа    |